# Holovkivka, Ciîhîrîn
Holovkivka (în ucraineană Головківка) este o comună în raionul Ciîhîrîn, regiunea Cerkasî, Ucraina, formată numai din satul de reședință. În secolul al XIX-lea, satul făcea parte din volostul Holovkivka uezdul Ciîhîrîn din guberniei Kiev.

## Demografie
Componența lingvistică a comunei Holovkivka
     Ucraineană (94,8%)
     Rusă (4,52%)
     Alte limbi (0,34%)
Conform recensământului din 2001, majoritatea populației comunei Holovkivka era vorbitoare de ucraineană (94,8%), existând în minoritate și vorbitori de rusă (4,52%).